# Sphecodoptera okinawana
Sphecodoptera okinawana is een vlinder uit de familie wespvlinders (Sesiidae), onderfamilie Sesiinae.
Sphecodoptera okinawana is voor het eerst wetenschappelijk beschreven door Matsumura in 1931. De soort komt voor in het Oriëntaals gebieden het  Palearctisch gebied.